# Eugen Guszalewicz

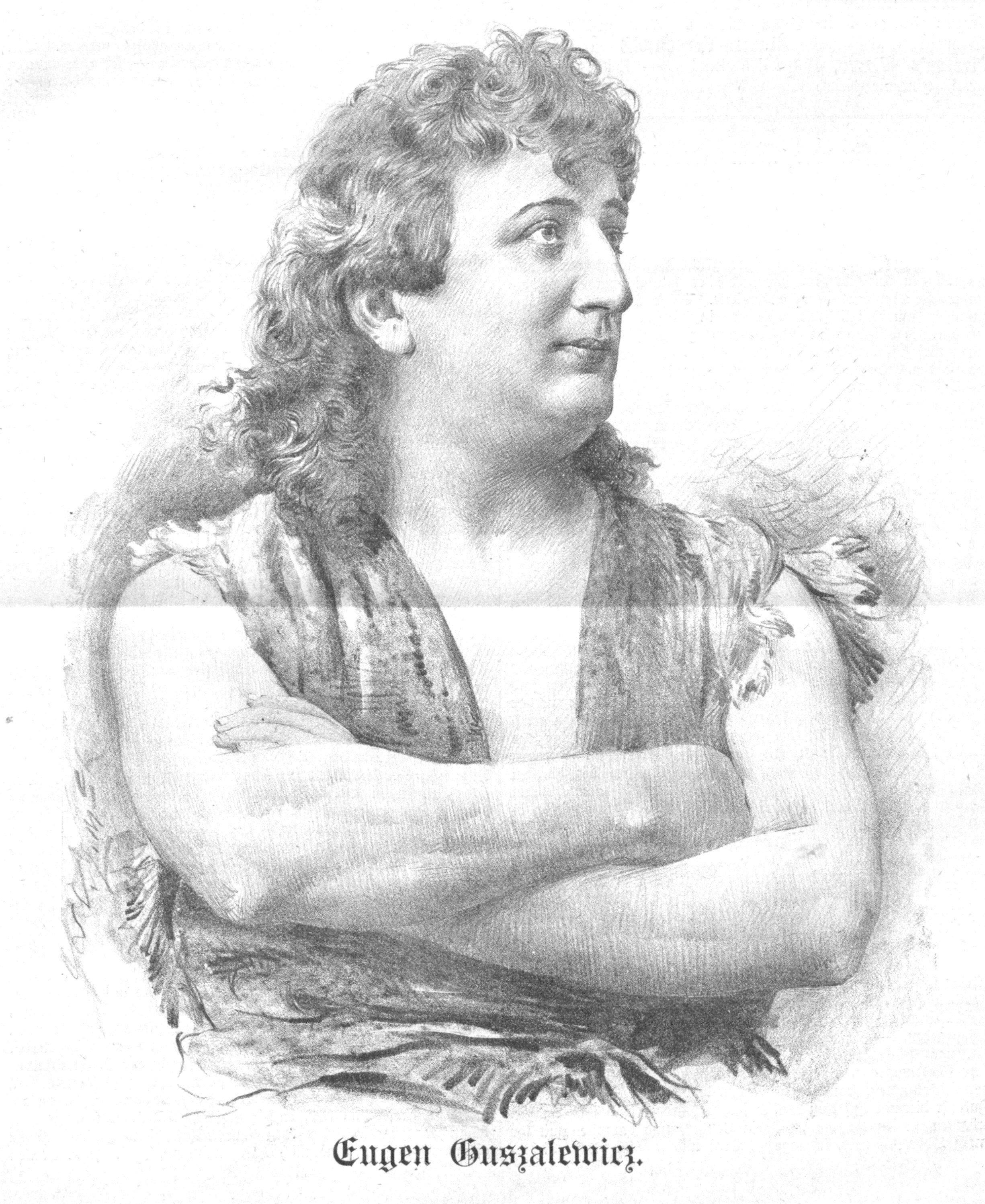
Eugen Guszalewicz, 1903

Eugen Guszalewicz, auch Eugen Guszalewics (ukrainisch Евген (Євген) Гушалевич, 1867 in Lemberg – 29. Mai 1907 in Köln) war ein österreichischer Opernsänger (Tenor).

## Leben
Guszalewicz begann seine Bühnenlaufbahn 1891 in Preßburg, setzte sie in Aachen (1892–1893) und Brünn (1894–1895) fort und war von 1896 bis 1902 am Neuen Deutschen Theater in Prag.
Er war ein lyrischer Tenor mit ganz besonderen Stimmmitteln und seine ansehnliche Detailtechnik und sein seltenes mezza voce wurde von der Fachkritik anerkennend hervorgehoben. Sein Gesang warb ihm viele Freunde und er ergänzte namentlich in stimmlicher Beziehung vorteilhaft das Prager Opernensemble. Von seinen als trefflich bezeichneten Leistungen seien hervorgehoben „Assad“, „Raoul“, „Troubadour“, „Hernani“, „Lyonel“ etc.
1902 schied er nach erfolgreicher Tätigkeit aus diesem Engagement aus, ohne sich vorläufig fest zu binden, sondern arbeitete nur noch gastierend. Der Sänger schlug seinen Wohnsitz in Wien auf. Er starb bereits 1907 in Köln.

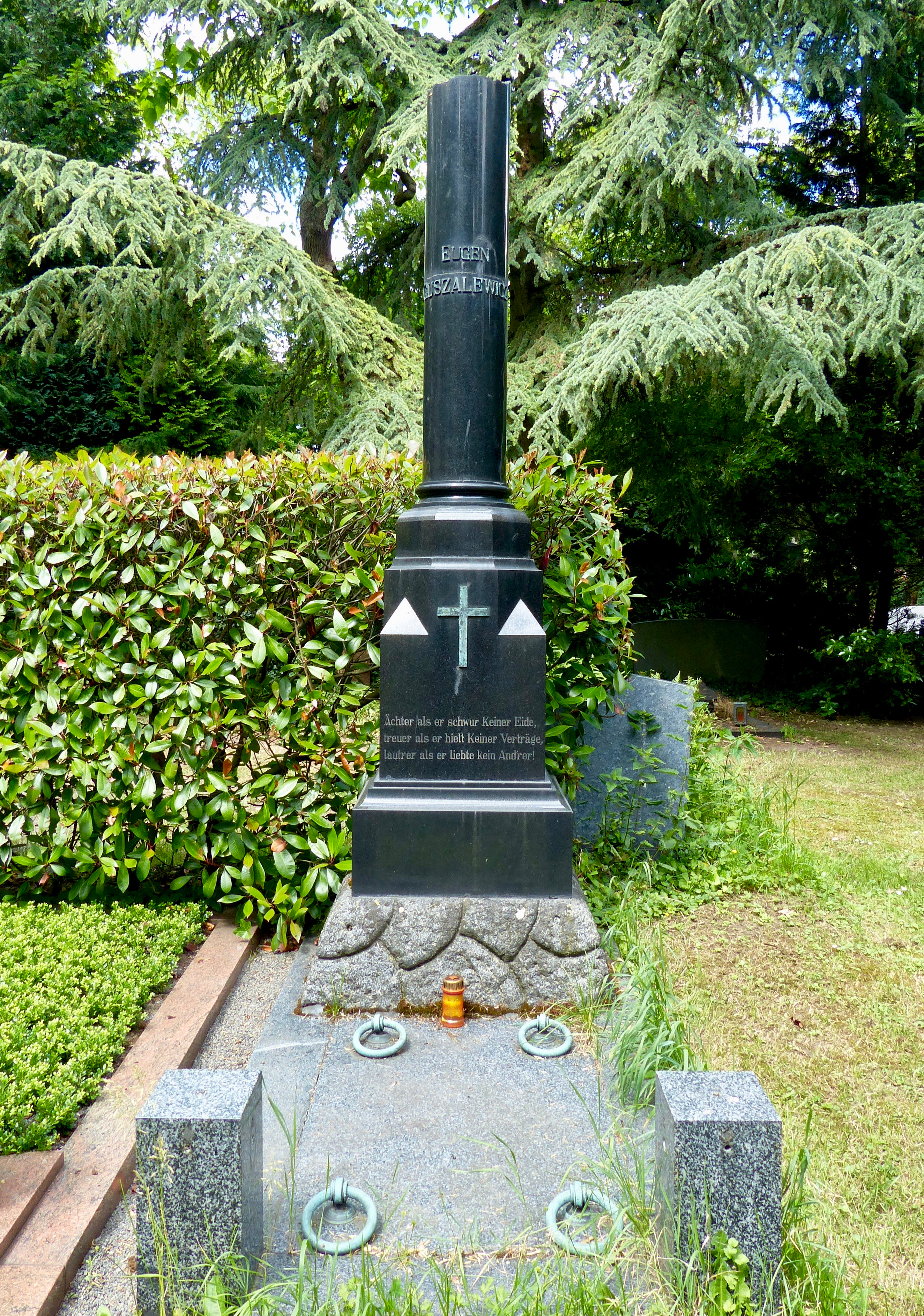
Grabmal Guszalewicz auf dem Kölner Melaten-Friedhof

Im Jahr 1897 heiratete er seine Schülerin und Kollegin Alice Guszalewicz, die jüngere, gemeinsame Tochter Genia Guszalewicz (1902–1971) wurde ebenfalls eine bekannte Opernsängerin. Die älteste Tochter Paulina Olga Guszalewicz war nach dem Zweiten Weltkrieg eine bekannte Pressezeichnerin in der Bonner Republik.
Eugen Guszalewicz wurde auf dem Kölner Melaten-Friedhof (Flur 52) beerdigt.
Seine Stimme ist durch sehr seltene Schallplatten der Marke Zon-O-Phon (Wien 1902) zu hören.